# SpaceX CRS-3
SpaceX CRS-3 è stata la terza missione commerciale della Space Exploration Technologies (SpaceX) nell'ambito del contratto con la NASA Commercial Resupply Services, per il rifornimento della Stazione spaziale internazionale.
Il lancio, inizialmente previsto per febbraio 2014, è stato effettuato il 18 aprile 2014 dalla base di Cape Canaveral e la navetta ha effettuato il berthing con la stazione spaziale il 20 aprile. Il 18 maggio, circa un mese dopo, la missione è finita col ritorno della capsula e l'ammaraggio nell'Oceano pacifico.